# The Adventure of Rock
The Adventure of Rock (яп. ロック冒険記, Rokku Bōken-ki, укр. Пригоди Рока) — манґа Осаму Тедзуки, яка виходила з 1952 по 1954 роки.

## Сюжет
У 19XX році на тій самій орбіті, що й Земля, було відкрито нове небесне тіло. Названа «Планета Деймон» на честь її першовідкривача, доктора Деймона, орбіта планети невдовзі сповільнюється, наближаючись до Землі впритул. Після сильного шторму планета стає другим супутником Землі.
Син доктора Деймона, Рок, організовує експедицію для дослідження нової планети і виявляє, що на Деймоні живуть дві раси розумних істот. Епуму, раса пташиних людей, що вміють літати, і Руборум, раса метаморфічних глиняних людей, які є рабами Епуму.
Після своєї першої подорожі на Деймон Рок всиновлює пташеня-Епуму на ім'я Чіко і виховує його, дізнаючись більше про культуру Деймона і відмінності між людською цивілізацією та цивілізацією Епуму. Однак, коли конфлікт між людьми Землі та людьми Деймона загострюється, Рок стає послом двох світів і намагається знайти спосіб принести мир для всіх.

## Сприйняття
Ця манґа, що чітко зображує конфлікт між двома цивілізаціями, наразі вважається раннім шедевром Тедзуки Осаму. Однак, коли вона публікувалася в журналі, історію та стосунки між персонажами вважали надто складними для розуміння, і роботу над твором було припинено на півдорозі. Через це, коли твір був опублікований у вигляді танкобонів через рік після припинення випуску, автор переробив історію, змінивши її таким чином, що персонаж Рок помирає, хоча він був ще живий, коли роботу було припинено.